# Orden de Karl Marx
La Orden de Karl Marx (en alemán: Karl-Marx-Orden) fue la máxima orden de la República Democrática Alemana, concedida por el Consejo de Ministros. Fue creada por Wilhelm Pieck el 5 de mayo de 1953 durante el Año de Karl Marx, con ocasión del 135.º aniversario del nacimiento del filósofo alemán Karl Marx. Incluía un premio de 20.000 marcos. Se entregó por última vez en 1989.

## Requisitos
Era otorgada a personalidades, empresas, organizaciones o unidades militares por méritos excepcionales en:
- la revolución proletaria;
- la aplicación creativa del marxismo-leninismo;
- la construcción del sistema socioeconómico del socialismo;
- la ciencia y la tecnología;
- el arte o cualquier otra manifestación cultural;
- los esfuerzos por el mantenimiento de la paz;
- la promoción de las relaciones amistosas con la Unión Soviética, los demás países socialistas y con todos aquellos países amantes de la paz.

## Diseño
La insignia era una estrella de 5 puntas dorada, cubierta de un esmalte rojo. Entre los brazos de la estrella hay ramas de hojas de roble. En el centro de la estrella hay un medallón dorado con el perfil de Karl Marx. Se suspende de un galón pentagonal rojo carmesí. Cuando solo se luce el galón en el uniforme, se luce una cinta roja con una hoja de roble de oro. ¿

## Condecorados
Algunos de los premiados fueron:
- 1953: Otto Grotewohl, Hermann Matern, Wilhelm Pieck, Wilhelm Zaisser
- 1954: Federación Alemana de Sindicatos Libres
- 1958: Josef Orlopp
- 1959: Wilhelmine Schirmer-Pröscher
- 1961: Alfred Kurella, German Titov
- 1962: Franz Dahlem, Herbert Warnke, Otto Winzer
- 1963: Willy Rumpf, Karl Maron
- 1965: Paul Fröhlich
- 1967: Karl Mewis, Wilhelm Kling
- 1968: Roman Chwalek, Kurt Seibt, Max Burghardt
- 1969: Lotte Ulbricht, Erich Honecker, Jürgen Kuczynski, Hermann Matern, Albert Norden, Willi Stoph, Paul Verner,

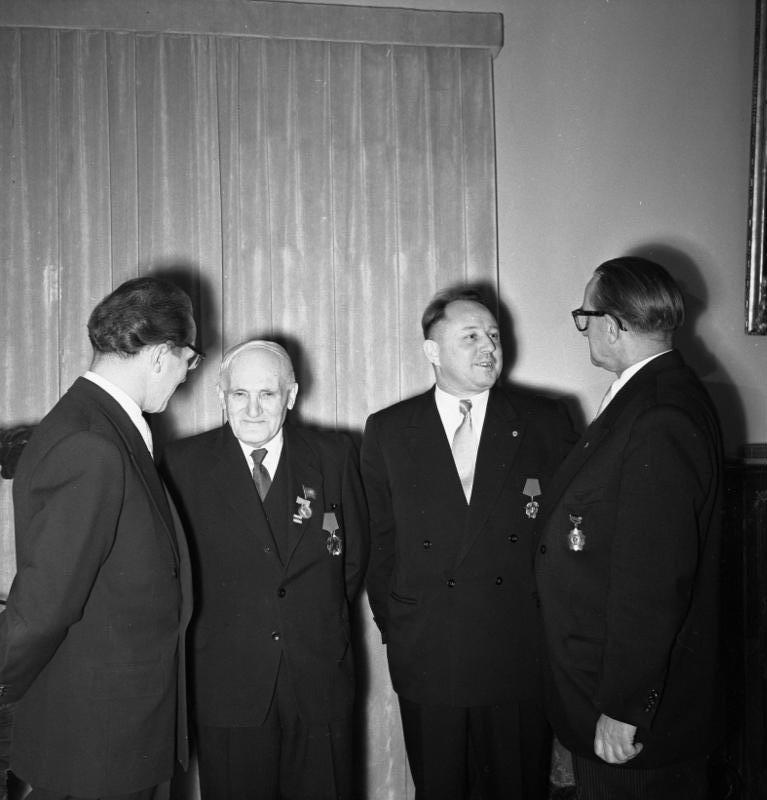
Foto de 1957, donde Josef Miller y Erich Mielke (en el centro) llevan la Orden de Karl Marx luego de ser condecorados.

- 1970: Heinz Hoffmann, Erich Mückenberger, Erwin Kramer, Bruno Apitz, Harry Tisch, Otto Braun, Max Burghardt, Ivan Iakubovski
- 1972: Klaus Gysi, Kurt Hager, Max Fechner, Erich Honecker, Max Spangenberg
- 1973: Ernst Albert Altenkirch, Friedrich Dickel, Ernst Goldenbaum, Erich Mielke, Fred Oelßner
- 1974: Alexander Schalck-Golodkowski, Willi Stoph, Markus Wolf, Walter Arnold, Jurij Brězan, Fritz Cremer, Josip Broz Tito
- 1975: Horst Sindermann, Paul Wandel
- 1976: Luise Ermisch, Wolfgang Junker, Günter Mittag, Werner Walde, Ernst Scholz, Paul Verner
- 1977: Hilde Benjamin, Kurt Hager, Erich Honecker, Margot Honecker, Erich Mielke, Josip Broz Tito
- 1978: Werner Felfe, Hans Modrow, Joachim Herrmann, Elli Schmidt, Werner Krolikowski, Konrad Naumann
- 1979: Horst Dohlus, Johannes Chemnitzer, Gerhard Grüneberg, Heinz Keßler, Peter Edel, Klaus Fuchs
- 1980: Heinz Hoffmann, Alfred Lemmnitz, Siegfried Lorenz
- 1981: Erwin Geschonneck, Peter Florin, Albert Norden, Paul Gerhard Schürer
- 1982: Kim Il-sung, Alexander Schalck-Golodkowski, Kurt Hager, Erich Honecker, Erich Mielke, Paul Scholz
- 1983: Lotte Ulbricht, Gerhard Beil, Friedrich Dickel, Egon Krenz, Oskar Fischer, Theo Balden
- 1984: Alfred Neumann, Willi Stoph, VI Flota de la Volksmarine
- 1985: Horst Dohlus, Friedrich Dickel, Heinz Hoffmann, Erich Honecker, Bruno Lietz, Erich Mückenberger
- 1986: Heinrich Adameck, Günter Mittag, Gisela Glende
- 1987: Hilde Benjamin, Margot Honecker, Werner Jarowinsky, Erich Mielke, Markus Wolf
- 1988: Manfred Gerlach, Joachim Herrmann, Kurt Seibt, Nicolae Ceauşescu
- 1989: Günter Schabowski, Willi Stoph, Günther Wyschofsky, Herbert Weiz